# Cyclophora lennigiaria
Cyclophora lennigiaria är en fjärilsart som beskrevs av Fuchs 1883. Cyclophora lennigiaria ingår i släktet Cyclophora och familjen mätare. Inga underarter finns listade i Catalogue of Life.